# Boreal films
Boreal Films va ser una productora, galeria de filmació i laboratori fundada per Fructuós Gelabert el 1914 a la Carretera de Sants, Barcelona. Eren uns estudis força ben equipats, els quals va fundar juntament amb Francesc Bech; Gelabert volia aixecar una indústria cinematogràfica barcelonina important, i com a tal, necessitava unes infrastructures al nivell corresponent, per això va necessitar l'ajut econòmic de Bech com a persona influent en el món dels negocis.

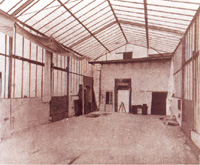
Estructura envidriada dels Boreal Films.

Malgrat que la inscripció legal de la Boreal Films es va fer el 1914, la construcció de l'estudi no va acabar fins al 1916. Tot i així es va aconseguir un estudi envidriat molt modern, equipat amb la darrera tecnologia i uns laboratoris bastant complets. Consistia en una galeria de dues plantes, amb uns estudis per rodar interiors, un ampli magatzem, un laboratori actualitzat, oficines, departaments de fotografia, repàs de còpies i tot tipus de serveis necessaris per a l'elaboració de films. Els baixos de la galeria i les seves respectives sales estaven situades descrivint un cercle, seguint el camí que feia la pel·lícula des de la seva recepció fins a l'embalatge final. A causa de la seva estructura envidriada, eren coneguts pels veïns del barri com "La Casa de Vidre".
Els seus serveis principals oferien la perforació de la pel·lícula verge, el processament de negatius i còpies, el tenyit i virat dels positius i la confecció de rètols pel sistema Tricolor. Juntament amb els laboratoris de la Royal Films i la Studio Films, els Boreal van ser els estudis més moderns de Barcelona durant aquells anys.

## Història
El 1912 Gelabert havia inaugurat els tallers i laboratoris Manufactura Cinematogràfica Tricolor en uns territoris propis a la Carretera de Sants. Així que prop d'aquests, va iniciar el projecte de la construcció dels Boreal Films, ja que els estudis Films Barcelona que tenia a Horta se li havien fet petits. De manera que va inscriure legalment el seu projecte i pel 1916 va finalitzar la construcció d'aquests nous estudis.
La Primera Guerra Mundial va generar una sèrie d'obstacles a l'empresa; va afectar l'exportació i donà dificultats en l'adquisició de pel·lícula verge. Aquestes causes s'afegiren als problemes d'entesa entre Gelabert amb productores com la Hispano Films, Barcinógrafo o Studio Films, degut a la seva poca experiència i familiaritat amb els negocis i la publicitat. Tot això, va provocar la producció de dos únics documentals i dos films argumentals per part de l'empresa.
Amb aquesta productora Gelabert no va aconseguir l'èxit esperat, així que va vendre totes les instal·lacions dels estudis a Alfred Fontanals i a Joan Solà i Mestres, tots dos de la Studio, al 1918, però seguí conservant la patent.
La nova empresa productora portà una bona gestió dels estudis, fet que els va proporcionar uns bons èxits. Però amb la mort prematura d'Aureli Sidney, un soci de la Studio, aquesta s'afeblí i va acabar tancant a finals de 1920. Dos anys després morí també Solà i Mestres, i en aquells moments els Boreal funcionaven com a tallers foto-industrials.
Finalment, el 1924 els tallers van ser venuts per a l'ampliació de l'estació del ferrocarril de Sants, i la galeria i els laboratoris que van ser enderrocats, van ser traslladats a l'Hospitalet de Llobregat amb el nom de Laboratori Cinematogràfic Alfred Fontanals.

## Filmografia de Boreal Films

### Documentals
Tots dos dirigits per Gelabert.
- Segona cursa de cavalls a l'Hipòdrom (1915)
- Setmana Santa a Tarragona (1916)

### Films argumentals
- El sino manda (1917): dirigit per Gelabert i protagonitzat per Pilar Andiano i Joan Rovira.
- El doctor Rojo (1917): dirigit per Ramon Caralt en tres episodis ("El doctor Rojo", "La herencia" i "El invisible") i interpretat per alguns actors de la companyia de Caralt.[2]